# Макулатура (филателия)
Макулату́ра в филателии — название возникающего при печати почтовых марок грубого полиграфического брака, отбросов производства почтовых марок.

## Описание
В филателии макулатурой называют грубый полиграфический брак, отбросы производства почтовых марок, чаще всего это:
- марки из листов первых приправочных проб печатной машины (оттиски для проверки качества и точности перед началом печатания, двойные и тройные оттиски одной или разными красками)
- приправочные пробы отдельных прогонов
- клеевой слой на лицевой стороне и изображение на оборотной стороне
- перфорация (зубцовка), пересекающая почтовую марку в различных направлениях (плохо центрированная)
- оттиски на складках бумаги («гармошки»), загнувшихся углах листов и т. д.

Иногда из-за острой нехватки почтовых марок макулатура продавалась в почтовых окнах, как это было в России в конце Первой мировой войны.
Макулатура подлежит уничтожению в типографии, но неофициальным образом иногда попадает в продажу коллекционерам в качестве якобы «редкой разновидности», иногда её может пропустить контроль. Макулатура не имеет ничего общего с разновидностями.